# Saint-André-en-Terre-Plaine
Saint-André-en-Terre-Plaine est une commune française située dans le département de l'Yonne en région Bourgogne-Franche-Comté.

## Géographie
Située dans le canton de Guillon à 12 km d'Avallon.
Deux hameaux, Brécy et Chevannes (partagé avec Savigny en Terre-Plaine)
Les limites communales avaient la particularité rare de comporter deux quadripoints avec les communes limitrophes (avant les réunions de communes) : le premier au Nord, près de l'autoroute, avec Savigny-en-Terre-Plaine, Cisery et Trévilly ; le second à l'ouest (altitude 278 m), avec Cussy-les-Forges, Magny et Sceaux.

### Climat
Pour des articles plus généraux, voir Climat de la Bourgogne-Franche-Comté et Climat de l'Yonne.
En 2010, le climat de la commune est de type climat océanique dégradé des plaines du Centre et du Nord, selon une étude du Centre national de la recherche scientifique s'appuyant sur une série de données couvrant la période 1971-2000. En 2020, Météo-France publie une typologie des climats de la France métropolitaine dans laquelle la commune est exposée à un climat océanique altéré et est dans la région climatique  Lorraine, plateau de Langres, Morvan, caractérisée par un hiver rude (1,5 °C), des vents modérés et des brouillards fréquents en automne et hiver. 
Pour la période 1971-2000, la température annuelle moyenne est de 10,5 °C, avec une amplitude thermique annuelle de 16,5 °C. Le cumul annuel moyen de précipitations est de 870 mm, avec 11,8 jours de précipitations en janvier et 8 jours en juillet. Pour la période 1991-2020, la température moyenne annuelle observée sur la station météorologique installée sur la commune est de 11,3 °C et le cumul annuel moyen de précipitations est de 849,9 mm. 
La température maximale relevée sur cette station est de 41,3 °C, atteinte le 24 juillet 2019 ; la température minimale est de −16 °C, atteinte le 20 décembre 2009,,. 
| Mois                                  | jan.          | fév.           | mars          | avril         | mai           | juin          | jui.          | août          | sep.          | oct.          | nov.          | déc.          | année     |
| ------------------------------------- | ------------- | -------------- | ------------- | ------------- | ------------- | ------------- | ------------- | ------------- | ------------- | ------------- | ------------- | ------------- | --------- |
| Température minimale moyenne (°C)     | 0,6           | 0,5            | 2,1           | 4,7           | 8,1           | 11,7          | 13,7          | 13,1          | 9,9           | 7,6           | 3,8           | 1,1           | 6,4       |
| Température moyenne (°C)              | 3,4           | 4,1            | 7             | 10,7          | 13,7          | 17,8          | 20            | 19,2          | 15,9          | 12,1          | 7,3           | 4,1           | 11,3      |
| Température maximale moyenne (°C)     | 6,3           | 7,8            | 11,9          | 16,6          | 19,3          | 23,8          | 26,3          | 25,4          | 21,8          | 16,7          | 10,8          | 7,2           | 16,2      |
| Record de froid (°C) date du record   | −13 26.01.07  | −14,1 05.02.12 | −9,9 12.03.10 | −5,8 14.04.19 | −1,5 06.05.19 | 2,6 03.06.06  | 4,7 03.07.11  | 5,1 09.08.05  | 1,2 20.09.12  | −4,8 16.10.09 | −9,2 30.11.10 | −16 20.12.09  | −16 2009  |
| Record de chaleur (°C) date du record | 16,6 01.01.23 | 22 27.02.19    | 25,4 31.03.21 | 27,6 25.04.07 | 31,4 20.05.22 | 38,5 27.06.19 | 41,3 24.07.19 | 38,8 04.08.22 | 35,7 08.09.23 | 31,5 02.10.23 | 24,8 08.11.15 | 18,1 17.12.15 | 41,3 2019 |
| Précipitations (mm)                   | 75,5          | 61,3           | 60            | 68,7          | 77,6          | 69,2          | 66,3          | 65,2          | 67,9          | 77,6          | 78,2          | 82,4          | 849,9     |

| Diagramme climatique                                  |            |           |             |             |              |              |              |             |             |             |            |
| J                                                     | F          | M         | A           | M           | J            | J            | A            | S           | O           | N           | D          |
| 6,30,675,5                                            | 7,80,561,3 | 11,92,160 | 16,64,768,7 | 19,38,177,6 | 23,811,769,2 | 26,313,766,3 | 25,413,165,2 | 21,89,967,9 | 16,77,677,6 | 10,83,878,2 | 7,21,182,4 |
| Moyennes : • Temp. maxi et mini °C • Précipitation mm |            |           |             |             |              |              |              |             |             |             |            |

Les paramètres climatiques de la commune ont été estimés pour le milieu du siècle (2041-2070) selon différents scénarios d'émission de gaz à effet de serre à partir des nouvelles projections climatiques de référence DRIAS-2020. Ils sont consultables sur un site dédié publié par Météo-France en novembre 2022.

## Urbanisme

### Typologie
Au 1er janvier 2024, Saint-André-en-Terre-Plaine est catégorisée commune rurale à habitat dispersé, selon la nouvelle grille communale de densité à sept niveaux définie par l'Insee en 2022.
Elle est située hors unité urbaine. Par ailleurs la commune fait partie de l'aire d'attraction d'Avallon, dont elle est une commune de la couronne,. Cette aire, qui regroupe 74 communes, est catégorisée dans les aires de moins de 50 000 habitants,.

### Occupation des sols
L'occupation des sols de la commune, telle qu'elle ressort de la base de données européenne d’occupation biophysique des sols Corine Land Cover (CLC), est marquée par l'importance des territoires agricoles (90,4 % en 2018), une proportion sensiblement équivalente à celle de 1990 (89,7 %). La répartition détaillée en 2018 est la suivante : 
prairies (68,2 %), terres arables (22,2 %), forêts (9,6 %). L'évolution de l’occupation des sols de la commune et de ses infrastructures peut être observée sur les différentes représentations cartographiques du territoire : la carte de Cassini (XVIIIe siècle), la carte d'état-major (1820-1866) et les cartes ou photos aériennes de l'IGN pour la période actuelle (1950 à aujourd'hui).

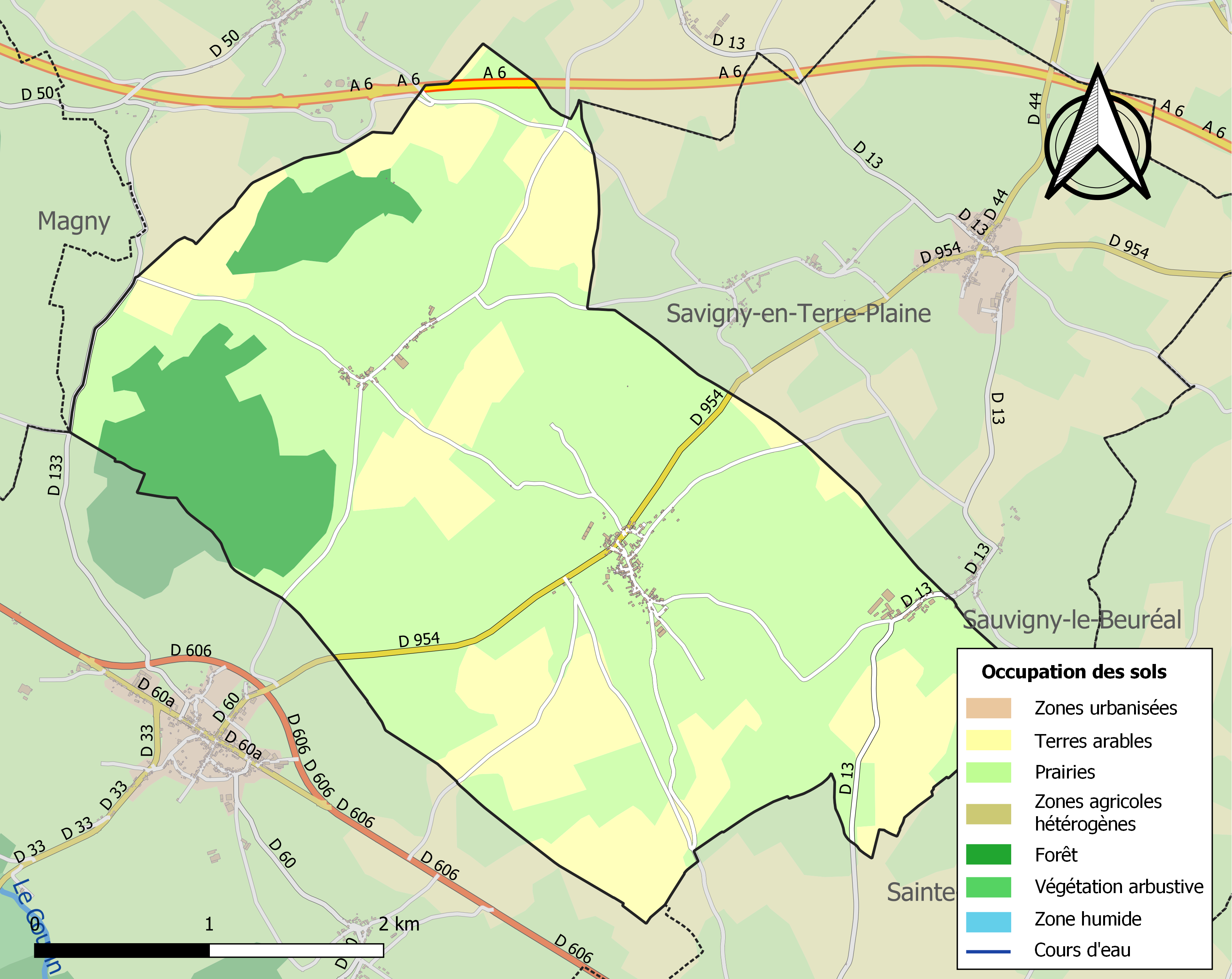
Carte des infrastructures et de l'occupation des sols de la commune en 2018 (CLC).

## Histoire
Au cours de la Révolution française, la commune fut provisoirement renommée Terre-Plaine.

## Politique et administration
| Période | Période | Identité        | Étiquette | Qualité |
| ------- | ------- | --------------- | --------- | ------- |
| 1942    | 1959    | Pierre Robert   |           |         |
| 1959    | 1983    | Marcel Dannoux  |           |         |
| 1983    | 1989    | Georges Rouchon |           |         |
| 1989    | 2008    | André Dannoux   |           |         |
| 2008    | 2020    | Jean-Luc Robert |           |         |

## Démographie
En 2022, la commune de Saint-André-en-Terre-Plaine comptait 159 habitants. À partir du XXIe siècle, les recensements réels des communes de moins de 10 000 habitants ont lieu tous les cinq ans. Les autres chiffres sont des estimations.
| 1793 | 1800 | 1806 | 1821 | 1831 | 1836 | 1841 | 1846 | 1851 |
| ---- | ---- | ---- | ---- | ---- | ---- | ---- | ---- | ---- |
| 385  | 416  | 430  | 396  | 444  | 431  | 384  | 387  | 395  |

| 1856 | 1861 | 1866 | 1872 | 1876 | 1881 | 1886 | 1891 | 1896 |
| ---- | ---- | ---- | ---- | ---- | ---- | ---- | ---- | ---- |
| 374  | 370  | 398  | 396  | 397  | 465  | 398  | 382  | 378  |

| 1901 | 1906 | 1911 | 1921 | 1926 | 1931 | 1936 | 1946 | 1954 |
| ---- | ---- | ---- | ---- | ---- | ---- | ---- | ---- | ---- |
| 410  | 384  | 348  | 271  | 255  | 248  | 262  | 238  | 219  |

| 1962 | 1968 | 1975 | 1982 | 1990 | 1999 | 2006 | 2007 | 2012 |
| ---- | ---- | ---- | ---- | ---- | ---- | ---- | ---- | ---- |
| 245  | 250  | 175  | 183  | 193  | 186  | 189  | 189  | 170  |

| 2017 | 2022 | - | - | - | - | - | - | - |
| ---- | ---- | - | - | - | - | - | - | - |
| 159  | 159  | - | - | - | - | - | - | - |

## Pour approfondir